# Frières-Faillouël
Frières-Faillouël es una comuna francesa situada en el departamento de Aisne, de la región de Alta Francia.

## Geografía
Está ubicada a 30 km al noroeste de Laon. 

## Demografía
| 698 | 660 | 574 | 635 | 775 | 774 | 963 | 1 007 |
| Para los censos de 1962 a 1999 la población legal corresponde a la población sin duplicidades (Fuente: INSEE [Consultar]) |     |     |     |     |     |     |       |